# Ain-Bessem
Ain-Bessem (em árabe: عين بسام) é uma cidade e comuna localizada na província de Bouira, Argélia. Segundo o censo de 2008, a população total da cidade era de 42 635 habitantes.